# Yokohama Stadium
Ne pas confondre avec l'International Stadium Yokohama renommé Nissan Stadium en 2005.
 (avril 2025).
Le Yokohama Stadium (横浜スタジアム ou Yokohama Sutajiamu) est un stade de baseball situé à Yokohama dans la préfecture de Kanagawa au Japon.
C'est le domicile des Yokohama DeNA BayStars du Championnat du Japon de baseball. Le Yokohama Stadium a une capacité de 30 000 places.

## Événements
- Concerts de Madonna (Blond Ambition Tour), les 25, 26 et 27 avril 1990
- Yokohama Reggae Festival

## Dimensions
- Left Field (Champ gauche) - 94 mètres
- Center Field (Champ centre) - 118 mètres
- Right Field (Champ droit) - 94 mètres